# Гейнс (Аляска)
Гейнс (англ. Haines) — переписна місцевість (CDP), колишнє місто, в окрузі Гейнс штату Аляска (США). Населення — 1657 осіб (2020).
До 2002 року Гейнс мав статус міста (англ. First Class City), потім об'єднався з навколишніми територіями в боро Гейнс (англ. Home Rule Haines Borough).
Долину річки Чілкут, як і сам Гейнс, називають «Долиною орланів» — птаха символу США. Туристи з усього світу приїжджають в Гейнс під час їх міграції і в листопаді на честь події влаштовують щорічний фестиваль білоголового орлана Аляски.

## Географія
Гейнс знаходиться на березі затоки Лінн-Канал на півострові Чілкат між річками Чілкат і Чілкут, межуючи з вкритими льодовиками горами.
Гейнс розташований за координатами 59°15′39″ пн. ш. 135°28′21″ зх. д. / 59.26083° пн. ш. 135.47250° зх. д. (59.260868, -135.472371). За даними Бюро перепису населення США в 2010 році переписна місцевість мала площу 53,44 км², з яких 34,19 км² — суходіл та 19,25 км² — водойми.

### Клімат
| Клімат : Гейнс          | Клімат : Гейнс | Клімат : Гейнс | Клімат : Гейнс | Клімат : Гейнс | Клімат : Гейнс | Клімат : Гейнс | Клімат : Гейнс | Клімат : Гейнс | Клімат : Гейнс | Клімат : Гейнс | Клімат : Гейнс | Клімат : Гейнс | Клімат : Гейнс |
| Показник                | Січ.           | Лют.           | Бер.           | Квіт.          | Трав.          | Черв.          | Лип.           | Серп.          | Вер.           | Жовт.          | Лист.          | Груд.          | Рік            |
| Абсолютний максимум, °C | 11,7           | 11,7           | 13,9           | 23,9           | 27,8           | 33,3           | 36,7           | 35,0           | 27,8           | 18,3           | 12,8           | 11,7           | 36,7           |
| Середній максимум, °C   | −1,2           | 0,8            | 3,9            | 9,3            | 14,2           | 17,6           | 18,5           | 18,2           | 14,0           | 8,6            | 2,1            | −0,3           | 8,8            |
| Середній мінімум, °C    | −6,9           | −5,1           | −2,9           | 1,2            | 5,5            | 9,2            | 10,7           | 9,8            | 6,9            | 2,9            | −3,3           | −5,4           | 1,9            |
| Абсолютний мінімум, °C  | −27,8          | −26,1          | −22,8          | −19,4          | −2,2           | 2,2            | 4,4            | 1,7            | −4,4           | −14,4          | −23,9          | −24,4          | −27,8          |
| Норма опадів, мм        | 129            | 104            | 81             | 61             | 37             | 37             | 39             | 66             | 139            | 215            | 155            | 146            | 1209           |
| Днів з опадами          | 17             | 14             | 14             | 11             | 9              | 9              | 12             | 13             | 17             | 21             | 18             | 18             | 173,0          |
| ----------------------- | -------------- | -------------- | -------------- | -------------- | -------------- | -------------- | -------------- | -------------- | -------------- | -------------- | -------------- | -------------- | -------------- |
| Джерело: WRCC           |                |                |                |                |                |                |                |                |                |                |                |                |                |

## Демографія
Згідно з переписом 2010 року, у переписній місцевості мешкало 1713 осіб у 782 домогосподарствах у складі 456 родин. Густота населення становила 32 особи/км². Було 902 помешкання (17/км²).
Расовий склад населення:
| - 81,1 % — білих - 11,2 % — корінних американців - 0,6 % — чорних або афроамериканців - 0,5 % — азіатів |

До двох чи більше рас належало 6,0 %. Частка іспаномовних становила 1,7 % від усіх жителів.
За віковим діапазоном населення розподілялося таким чином: 20,6 % — особи молодші 18 років, 63,5 % — особи у віці 18—64 років, 15,9 % — особи у віці 65 років та старші. Медіана віку мешканця становила 46,2 року. На 100 осіб жіночої статі у переписній місцевості припадало 100,4 чоловіків; на 100 жінок у віці від 18 років та старших — 100,6 чоловіків також старших 18 років.
Середній дохід на одне домашнє господарство становив 83 434 долари США (медіана — 69 735), а середній дохід на одну сім'ю — 77 994 долари (медіана — 70 767). Медіана доходів становила 64 375 доларів для чоловіків та 36 848 доларів для жінок. За межею бідності перебувало 5,1 % осіб, у тому числі 4,8 % дітей у віці до 18 років та 2,9 % осіб у віці 65 років та старших.
Цивільне працевлаштоване населення становило 1186 осіб. Основні галузі зайнятості: освіта, охорона здоров'я та соціальна допомога — 23,5 %, роздрібна торгівля — 14,8 %, мистецтво, розваги та відпочинок — 12,1 %, будівництво — 11,7 %.